# Mîhailenkiv, Borodeanka
Mîhailenkiv (în ucraineană Михайленків) este un sat în comuna Nebrat din raionul Borodeanka, regiunea Kiev, Ucraina.

## Demografie
Componența lingvistică a localității Mîhailenkiv
     Ucraineană (100%)
Conform recensământului din 2001, toată populația localității Mîhailenkiv era vorbitoare de ucraineană (100%).